# رخداد لکستان
رخداد لکستان به درگیری اسماعیل سیمیتقو در منطقهٔ لکستان در آذربایجان غربی اشاره دارد. لکستان بخشی ترک‌نشین از اطراف سلماس است که دارای نه پارچه آبادی می‌باشد. اهالی آنجا عموماً دامدار و ایلات و به شجاعت و سلحشوری مشهور بودند.
پس از پایان جنگ بین‌الملل اول و رفتن قشون عثمانی از ایران، سیمیتقو که رئیس ایل کرد شکاک بود، در غرب آذربایجان طغیان نمود و حمله به مناطق مجاور را آغاز کرد و برای کردستان استقلال می‌خواست. این گونه سلماس و اورمیه دوباره گرفتار ناامنی شدند و و هر روز تلگراف‌های ناله و فریاد از مردم می‌رسید. در این بین ترک‌های لکستان متّحد شده و به اکراد راه نمی‌دادند ولی هر روز بیم حمله می‌رفت و پیاپی به تبریز نامه نوشته و چاره می‌طلبیدند.
ترک‌های لکستان به دلیری مشهور بودند و سیمکو از حمله به آنجا خودداری می‌کرد، ولی فشار آورده پول می‌خواست. چنان‌که یک بار پنج هزار تومان طلبید، و بعداً پانزده هزار فشنگ می‌خواست. مردم لکستان به تهران و تبریز تلگراف فرستاده دادخواهی می‌نمودند، ولی پاسخی نمی‌شنیدند.

## حملهٔ سیمیتقو به لکستان

### وضعیت و کمّ و کیف مدافعان
از نیمه‌های آذرماه اسماعیل آقا برای حمله به لکستان نیرو جمع می‌کرد و به میان کردان آواز انداخته آنان را به همدستی فرا می‌خواند. لکستانیان چون این را شنیدند آماده جنگ و مقاومت شدند؛ از نه آبادی در دو جا که یکی «سلطان احمد» و دیگری «قره‌قشلاق» بود گرد آمدند و زنان و فرزندان خود را نیز همراه آوردند. روی هم رفته هشت هزار و هفتصد نفر بودند ولی بیش از سیصد و چهل نفر اسلحه نداشتند. با این نیروی کم دل به پافشاری و ایستادگی نهادند. رهبر مدافعان مسعود دیوان و برادرش صادق‌خان بودند. از بزرگان لکستان تیمور یاور حبشی و حاجی‌رضا قره‌قشلاقی و کربلائی ابراهیم‌خان قزلجه و پسر حاج قهرمان سلطان احمدی نیز جزو یاران مسعود دیوان و رؤسای تفنگداران لکستان بودند. قبل از شروع حملهٔ کردها، کاظم خان نیز با پنجاه نفر از یاران خود به کمک مردم لکستان آمده بود.

### حملهٔ سیمیتقو به روستای سلطان احمد
سیمکو گذشته از سپاهیان عثمانی و توپخانه و افراد خود، نزدیک به چهار هزار نفر از کردان را نیز فراهم کرد، و با آن دسته‌های انبوه رو به لکستان آورد. روز جمعه بیست و هفتم آذرماه بود که اینان به حوالی «سلطان احمد» رسیدند و در آنجا جنگ سختی درگرفت. مردم لکستان دلیرانه جنگیدند، ولی بیش از دو ساعت نتوانستند مقاومت کنند. کردان از هر سو به‌آبادی ریختند و دست به تاراج و کشتار گشادند. بسیاری از مردان کشته و زنان و فرزندان اسیر شدند. آنان که فرار کردند خود را به «قره قشلاق» رساندند. بعضی از اینان نیز در میان دو روستا کشته شدند.

### درگیری قره‌قشلاق
سیمکو از سلطان احمد رو به قره قشلاق آورد. در اینجا جنگ سخت‌تر و خونریزتر گردید. در این روستا سه برادر به نام‌های صادق خان و مسعود خان و ابراهیم خان که مردانی جنگ‌دیده و دلیر بودند، مقاومت می‌کردند و به مردم قوّت قلب می‌دادند. در نتیجه دلیری‌ها و کاردانی‌های اینان جنگ یازده ساعت (تا هشت ساعت از شب گذشته) طول کشید. در پایان جنگ مسعود دیوان کشته شد و از آن سو کردان در سایه فزونی شماره و برتری اسلحه خود را به کوچه‌های آبادی رساندند، این‌ها مایه ناامیدی مردم گردید و کسانی که زنده مانده بودند به فکر نجات زنان و فرزندان خود افتادند. در آن نیمه‌شب در سرمای سخت زمستان، زنان و بچگان پراکنده و پریشان رو به بیابان نهادند. آنان که در روستا ماندند به دست کردان اسیر شده و دچار صد رنج و رسوایی شدند. از این گریختگان هم گروه انبوهی از ترس پیش‌آمد یا از آسیب برف و سرما جان سپردند. آنان که زنده ماندند پس از دو روز رنج و سختی خود را به شرفخانه رساندند.

## نتیجه و تلفات جنگ
در تلگرافی که نجات یافتگان لکستان به تبریز فرستاده بودند چنین گفته می‌شد که دو هزار تن از مرد و زن در جنگ کشته شده و هزار و پانصد تن در راه از آسیب ترس و سرما مرده‌اند. این خبر در تبریز تکان سختی پدیدآورد. مردم سخت بشوریدند و از بیپروایی دولت رنجیدگی نشان دادند. این داستان پرده از روی کار سیمکو برداشته می‌رسانید که می‌خواهد هرروز به جایی بتازد که هم کشتار و تاراج کند و هم میدان حکمرانی خود را پهناورتر گرداند. داستان شیخ عبیداللّه و شورش او در زمان ناصرالدین شاه و خونریزی‌هایی که کرده بود به یادها میفتاد پس از این واقعه نایب‌الایالهٔ آذربایجان برای جنگ با سیمیتقو لشکر فرستاد و سلماس آزاد شد و سیمیتقو راضی به مذاکره گردید ولی همین که سپاهیان بازگشتند سیمکو دوباره به کار آغاز کرد و باز کردان در آبادیهای نزدیک به دست‌درازی پرداختند.